# 柴犬奇蹟物語
《柴犬奇蹟物語》（日语：マリと子犬の物語）是一套改編自真人真事的日本電影，2007年12月18日在日本首播。原作是桑原眞二、大野一興的「山古志村のマリと三匹の子犬」（文藝春秋刊）

## 故事概要
故事發生在新潟縣山古志村（已於2005年4月1日併入長岡市），在當地時間2004年10月23日17時56分，發生了芮氏規模6.8新潟縣中越地震。石川家的爺爺石川優造及小女孩石川彩，受了重傷被困在瓦礫中，就在此時他們聽到了家中柴犬麻里的聲音，牠更不顧安危，一邊照顧自己的孩子「剪」、「揼」、「包」，一邊叫喚優造和彩給予他們生存的勇氣。最後自衛隊趕到把優造和小彩，還有其餘所有居民救了出來，可是卻因為優造急需送醫而遺留麻里和三隻小狗在災區。
在沒有食物下，麻里仍然盡力守護著三隻小狗，在避難所的小彩和亮太兩兄妹得知暴風雨快來臨，兩人決定開始展開他們的拯救計畫。

## 角色与其配音员
| 角色名称   | 关于角色         | 角色年龄 | 日语配音员/关于                        | 粤语配音员 |
| ---------- | ---------------- | -------- | -------------------------------------- | ---------- |
| 石川優一   | 村辦公室職員     | 40歳     | 船越英一郎                             | 梁家輝     |
| 長谷川冴子 | 優一的妻妹       | 35歳     | 松本明子                               | 梁詠琪     |
| 石川亮太   | 優一的兒子       | 10歳     | 廣田亮平                               | 王樹熹     |
| 石川彩     | 優一的女兒       | 5歳      | 佐佐木麻緒                             | 未知       |
| 安田啓一   | 陸軍自衛隊二等曹 | 未知     | 高嶋政伸                               | 孫耀威     |
| 關根博美   | 亮太的老師       | 未知     | 小林麻央                               |            |
| 兒島忠志   | 山古志村村長     | 未知     | 小野武彦，模仿長島忠美即舊山古志村村長 | 未知       |
| 石川優造   | 優一的父親       | 75歳     | 宇津井健                               | 胡楓       |

## 主題歌
- 平原綾香「今、風の中で」

## 關連項目
- 新潟縣中越地震 (2004年)

## 外部連結
- 開眼電影網上《柴犬奇蹟物語》的資料（繁體中文）
- 时光网上《柴犬奇蹟物語》的資料（简体中文）
- 豆瓣电影上《柴犬奇蹟物語》的資料 （简体中文）
- 爛番茄上《柴犬奇蹟物語》的資料（英文）
- AllMovie上《柴犬奇蹟物語》的资料（英文）
- 互联网电影数据库（IMDb）上《柴犬奇蹟物語》的资料（英文）

1. . www.zoommovie.com.   [2024-12-06]. （原始内容存档于2025-06-13） （中文（中国大陆））.